# Tapah Sari
Tapah Sari is een bestuurslaag in het regentschap Batang Hari van de provincie Jambi, Indonesië. Tapah Sari telt 1172 inwoners (volkstelling 2010).